# Lista orașelor din Guineea-Bissau

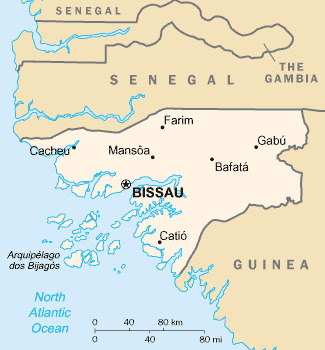
Harta Guineei-Bissau

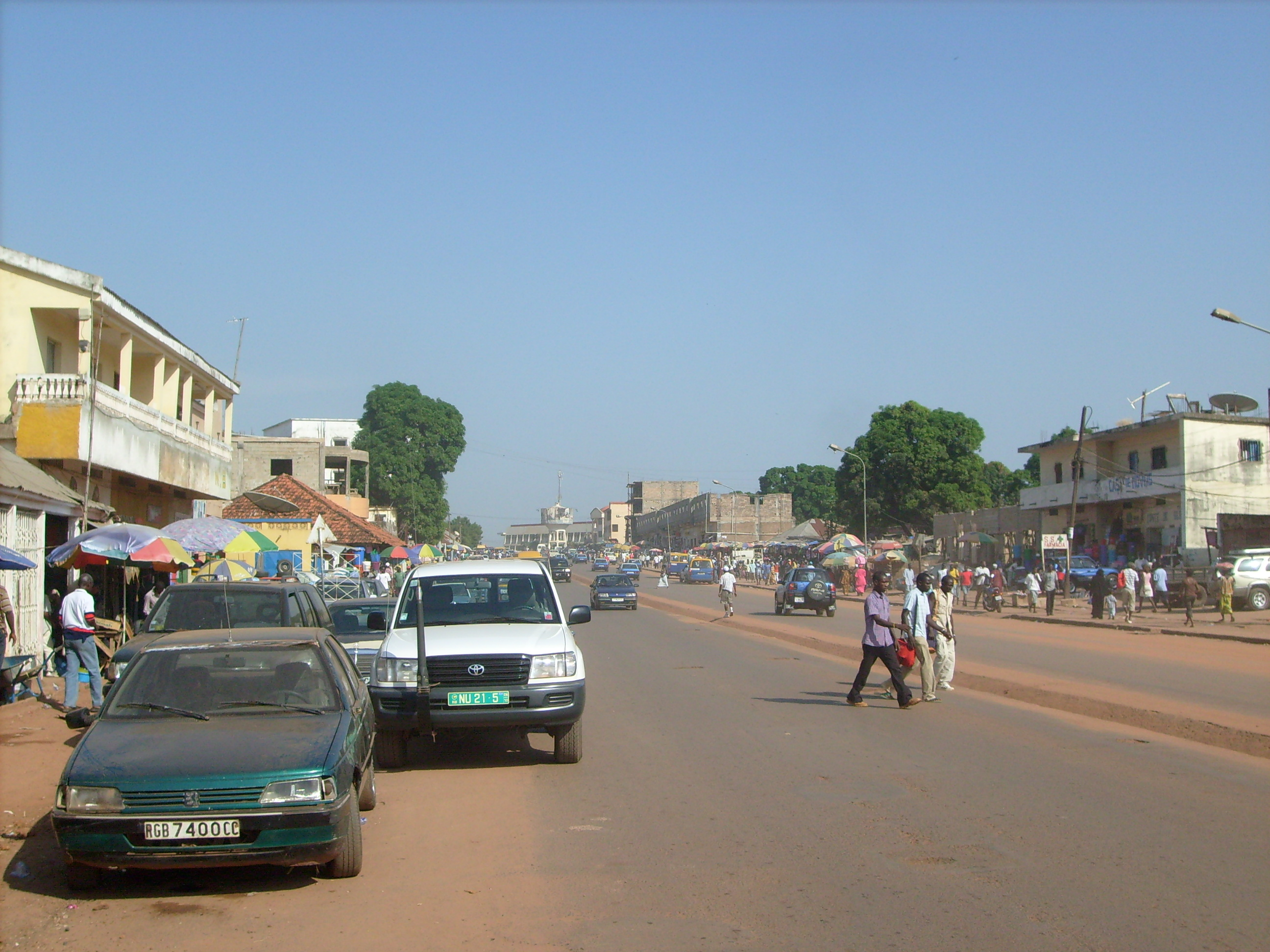
Bissau, capitala statului Guineea-Bissau

Aceasta este o listă a orașelor din Guineea-Bissau ordonată după populație. Lista conține toate așezămintele omenești cu peste 5000 de locuitori.
| Cities in Guinea-Bissau | Cities in Guinea-Bissau | Cities in Guinea-Bissau | Cities in Guinea-Bissau | Cities in Guinea-Bissau | Cities in Guinea-Bissau |
| Loc                     | Oraș                    | Populație               | Populație               | Regiune                 |                         |
| Loc                     | Oraș                    | Recens. 1979            | Estimare 2005           | Regiune                 |                         |
| ----------------------- | ----------------------- | ----------------------- | ----------------------- | ----------------------- | ----------------------- |
| 1                       | Bissau                  | 109,214                 | 388,028                 | Bissau                  |                         |
| 2                       | Bafatá                  | 13,429                  | 22,521                  | Bafatá                  |                         |
| 3                       | Gabú                    | 7,803                   | 14,430                  | Gabú                    |                         |
| 4                       | Bissorã                 | N/A                     | 12,688                  | Oio                     |                         |
| 5                       | Bolama                  | 9,100                   | 10,769                  | Bolama                  |                         |
| 6                       | Cacheu                  | 7,600                   | 10,490                  | Cacheu                  |                         |
| 7                       | Bubaque                 | 8,400                   | 9,941                   | Bolama                  |                         |
| 8                       | Catió                   | 5,170                   | 9,898                   | Tombali                 |                         |
| 9                       | Mansôa                  | 5,390                   | 7,821                   | Oio                     |                         |
| 10                      | Buba                    | N/A                     | 7,779                   | Quinara                 |                         |
| 11                      | Quebo                   | N/A                     | 7,072                   | Quinara                 |                         |
| 12                      | Canchungo               | 4,965                   | 6,853                   | Cacheu                  |                         |
| 13                      | Farim                   | 4,468                   | 6,792                   | Oio                     |                         |
| 14                      | Quinhámel               | N/A                     | 3,128                   | Biombo                  |                         |
| 15                      | Fulacunda               | N/A                     | 1,327                   | Quinara                 |                         |

## Alte localități
- Boe
- Tombali